# Bauhinia sylvani
Bauhinia sylvani är en ärtväxtart som först beskrevs av De Wit, och fick sitt nu gällande namn av Cusset. Bauhinia sylvani ingår i släktet Bauhinia och familjen ärtväxter. Inga underarter finns listade i Catalogue of Life.